# Formismo

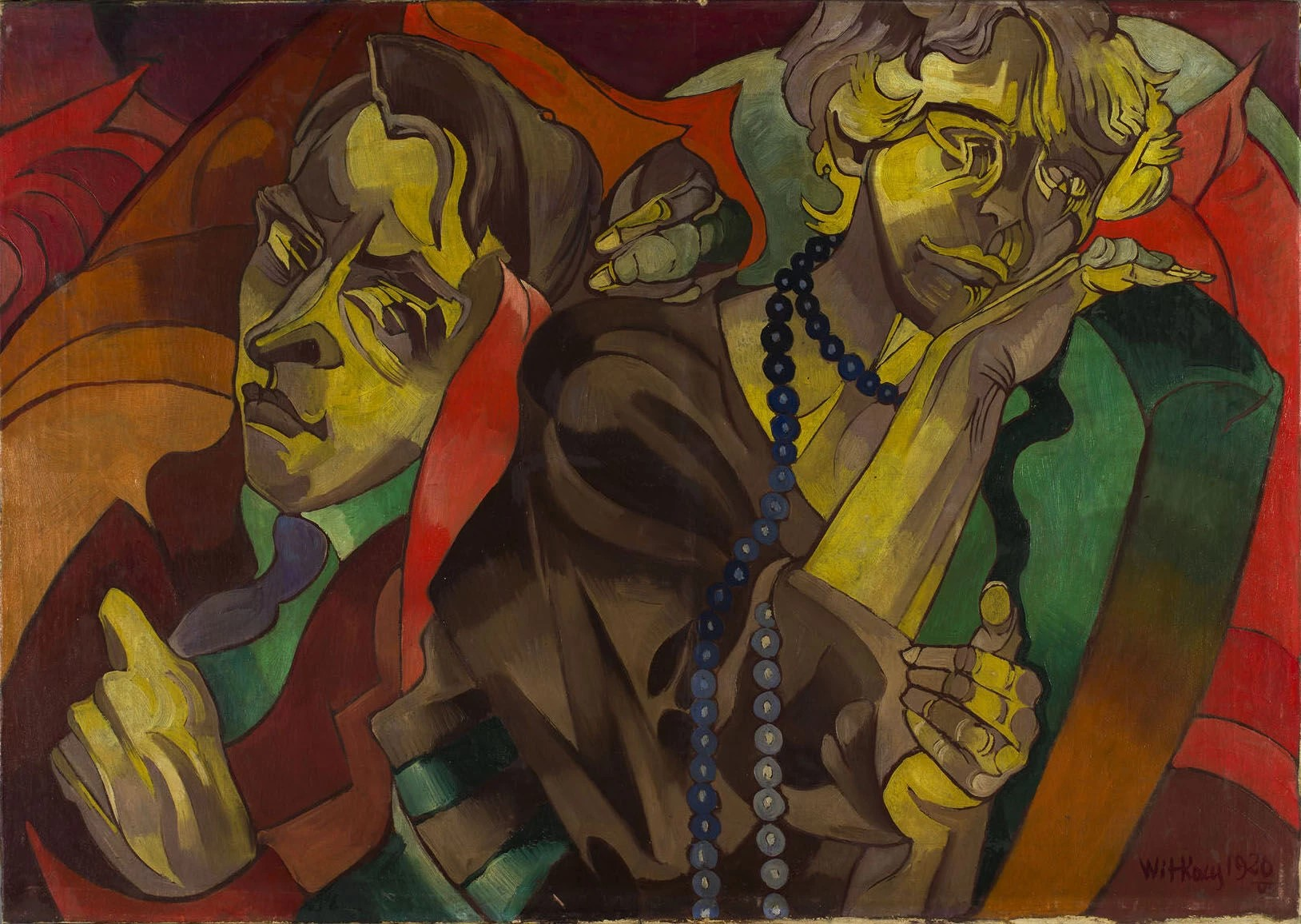
Stanisław Ignacy Witkiewicz, Dwie głowy (en español: Dos cabezas), 1920, Museo de Bellas Artes de Łódź.

El formismo (en polaco: formizm), también llamado formismo polaco fue un movimiento artístico-literario de la vanguardia polaca entre 1917 y 1922/1924. 
Entre los formistas se incluían artistas de diversos géneros de artes visuales y escénicas, escritores y músicos. Junto con el unismo de Władysław Strzemiński, forman las dos manifestaciones más importantes de la vanguardia polaca.

## Historia
A partir de 1910, varios artistas polacos comenzaron a buscar un nuevo estilo en contraste con el arte, la literatura y la música del dominante entonces movimiento moderno de la Joven Polonia (en polaco, Młoda Polska). Además del rechazo al arte realista, naturalista y simbólico, los importantes desarrollos artísticos en los países de Europa Occidental de ese momento también fluyeron hacia las vanguardias del cubismo, expresionismo y futurismo. 
Un grupo de independientes que se formó en Cracovia, que inicialmente se refirió a sí mismo como “expresionistas polacos”, organizó el 4 de noviembre de 1917 una exposición de arte con 120 obras, donde por primera vez se presentó pintura expresionista polaca. Entre  lo expuesto también se incluyeron pinturas tradicionales sobre vidrio de la región de Podhale, como signo de reconocimiento del arte ingenuo y popular y una referencia a los estrechos vínculos del grupo con las tradiciones polacas.
En la tercera exposición del grupo en Cracovia en el verano de 1918, los artistas aparecieron bajo el nombre de "formistas polacos" (Formiści Polscy). En Varsovia, Lemberg y Poznan también se formaron grupos formistas. Hasta 1922, los formistas realizaron 13 exposiciones en estas ciudades, algunas en cooperación con el grupo de artistas de Poznan 'Bunt' ("Rebelión"). Durante el mismo período, se publicaron seis números de la revista de arte Formiści (en español: 'Los formistas'). Sin embargo, en 1922, la agrupación regional más fuerte, que era la de Cracovia pasó por una fuerte crisis que marcaría el comienzo del fin de los formistas polacos, aunque puede encontrarse alguna obra hasta finales de la década.

## Características
Los formistas se ocuparon de la importancia de la forma, a la que se le asignó el papel principal del diseño. Al hacerlo, contradecían el naturalismo que intentaba representar con precisión la realidad en el arte. A partir del cubismo, la profundidad (perspectiva) de lo representado se disolvió en la superficie y se intentó percibir la realidad desde diferentes puntos de vista. La ruptura con el diseño tradicional del espacio se subrayó con el uso de contornos y contrastes exagerados. La forma del diseño debía permitir una implementación visual de la experiencia a través de la inmersión mental en el entorno. El resultado se movió entre los dos polos: la abstracción y la figuración.
El principal objetivo de los formistas era crear un estilo nacional de expresión moderno y fuerte. Al igual que las corrientes de la vanguardia de Europa occidental se combinaron con las tradiciones locales, los formistas conectaron las obras y sus formas de expresión en un intento de definir el codiciado espíritu polaco de la modernidad. Sin embargo, la variedad de experimentos con formas de diseño expresionistas, cubistas, futuristas, abstractas e ingenuas llevaron a una amplia gama de formas de representación, que a menudo no presentaban una uniformidad. El futurismo polaco fue incapaz de crear una teoría original que pudiera delimitarse en su diseño, pero sentó las bases para una renovación del arte y la literatura polaca en términos de forma y, en algunos casos, de tema. Fue precursor de grupos de artistas polacos posteriores, como 'Awangarda Krakowska', 'Blok' o Praesens.
Se dio la circunstancia que entre dos de los países europeos más alejados de Europa, en un momento de la vanguardia nacionalista, como Polonia con el formismo y España con el ultraísmo, florecido entre 1918 y 1925, fundado en Madrid por Rafael Cansinos Assens, se llegaron a intercambiar ideas y materiales.
El nexo de unión estuvo en el poeta, traductor, crítico de arte, teórico de literatura y uno de los precursores del vanguardismo en la poesía polaca, Tadeusz Peiper que estaba al tanto de las innovaciones, tanto en artes plásticas, como en poesía de los dos países. Se conoce que se intercambiaban revistas como la ultraísta española Vltra y la polaca Formiści y que escribió artículos en la española con una importante entrevista en 1921 en Vltra al teórico Leon Chwistek donde expone su teoría de las múltiples realidades, con lo que se produce un auténtico intercambio de ideas estéticas y culturales entre los dos movimientos.

## Artistas
El principal teórico del formismo fue Leon Chwistek, también considerado el fundador del movimientoy. Entre los principales miembros de Cracovia se encuentran Tytus Czyżewski, Zbigniew Pronaszko, Andrzej Pronaszko, Konrad Winkler, August Zamoyski, Jan Hrynkowski, Tymon Niesiołowski, Jacek Mierzejewski, Zygmunt Radnicki o Stanisław Ignacy Witkiewicz.
En 1918, entre los formistas también estaban artistas activos en Varsovia, como Romuald Kamil Witkowski, Wacław Wąsowicz, Jerzy Zaruba o Mieczysław Szczuka o en Lviv, Leon Dołżycki o Ludwik Lille.